# 董开军
董开军（1962年12月—），男，山东巨野人，中华人民共和国政治人物，二级大法官。研究生学历，法学博士学位，研究员。

## 生平
1981年9月至1985年7月在黑龙江大学法律系学习。1984年6月加入中国共产党。
1985年7月至1988年8月在中国社会科学院研究生院法学专业硕士研究生学习，毕业分配任黑龙江省哈尔滨市道外区政府干部。
1989年9月至1992年7月在中国社会科学院研究生院法学系民法专业博士研究生学习，毕业分配任国家审计署法规司一处主任科员。
1994年4月任国家审计署法规司综合处副处长。1996年6月任处处长。
1998年1月任北京市委政法委研究室主任。2000年9月任北京市委政法委助理巡视员、研究室主任（其间：2000年12月至2002年2月借调任司法部办公厅秘书）。
2002年2月任司法部研究室副主任、司法研究所副所长（其间：2003年7月至2004年7月澳大利亚维多利亚大学法学院访问学者）。2005年1月任司法部研究室主任、司法研究所所长（其间：2007年7月至11月挂职任青海省委副秘书长）。
2007年11月任青海省高级人民法院副院长、党组副书记。2009年9月任代理院长、党组书记。2010年1月任院长、党组书记（其间：2012年3月至6月参加国家行政学院省部级干部英语强化班第7期学习。2015年3月至6月参加中央党校省部级干部中国特色社会主义理论第3期研讨班学习）。
2018年1月起任安徽省高级人民法院党组书记、副院长，院长、党组书记。2018年2月24日，当选为第十三届全国人大代表。
2023年1月，任河北省人民检察院检察长。